# Звездане стазе: Генерације
Звездане стазе: Генерације (енгл. Star Trek Generations) амерички је научнофантастични филм из 1994. године, режисера Дејвида Карсона. Ово је седми филм у франшизи Звездане стазе, а први из циклуса у коме су главни ликови протагонисти серије Звездане стазе: Следећа генерација. Улоге из те серије понављају Патрик Стјуарт, Џонатан Фрејкс, Брент Спајнер, Левар Бартон, Мајкл Дорн, Гејтс Макфаден и Марина Сиртис, којима се придружује Вилијам Шатнер као Џејмс Т. Кирк, главни лик оригиналне серије и претходних шест филмова. У филму, капетан Жан-Лик Пикар са звезданог брода Ентерпрајз-Д удружује снаге са капетаном Кирком како би зауставио научника Толијана Сорана (Малком Макдауел), који покушава да уништи планетарни систем у настојању да се врати у екстрадимензионалну реалност познату као Нексус.
Филм је замишљен као прелаз са оригиналне глумачке поставе првих шест филмова на глумце из серије Следећа генерација. Након што је истовремено развијано неколико сценарија, продуценти су се одлучили за сценарио који су написали Роналд Д. Мур и Бренон Брага. Снимање је почело док се последња сезона ТВ серије још увек емитовала. Филм је режирао Дејвид Карсон, који је претходно режирао неке епизоде серије, а директор фотографије био је Џон А. Алонзо. Снимање је обављено у студијима |Paramount и на локацијама у Невади и Калифорнији. Врхунац филма је прерађен и поново снимљен након негативних реакција тест публике. Филм користи комбинацију традиционалних оптичких ефеката и рачунарски генерисаних слика, а музику је компоновао дугогодишњи композитор серијала, Денис Макарти.
Филм је биоскопски објављен 18. новембра 1994. године. Студио је промовисао излазак филма кампањом која је укључивала пратеће производе као што су играчке, књиге, игре и званични веб-сајт — првом таквом за један биоскопски филм. Филм је заузео прво место на америчким биоскопским благајнама током прве недеље приказивања и на крају зарадио 118 милиона долара широм света. Рецензије су биле помешане; критичари су били подељени у погледу ликова, радње и разумљивости филма за просечног гледаоца. Наставак, Звездане стазе: Први контакт, премијерно је приказан 1996. године.

## Радња
Године 2293, пензионисани официри Звездане флоте — Џејмс Т. Кирк, Монгомери Скот и Павел Чехов — присуствују првом путовању звезданог брода Ентерпрајз-Б. Током пробне вожње, брод добија хитну мисију: да спасе две избегличке лађе Ел-Ауријанаца које је заробила масивни енергетски појас. Ентерпрајз успева да спаси део избеглица пре него што су њихови бродови уништени, али и сам бива увучен у појас енергије. Кирк одлази у контролну собу да помогне броду да помогне. Иако је Ентерпрајз ослобођен, Кирк бива однет експлозијом — задњи део појаса пробија труп брода — и сматра се изгубљеним у свемиру и мртвим.
Године 2371, посада брода Ентерпрајз-Д налази се у холодек симулацији, прослављајући унапређење поручника Ворфа. Капетан Жан-Лик Пикар сазнаје да су његов брат и нећак погинули у пожару и очајан је што ће се лозa Пикара окончати с њим. Ентерпрајз добија позив у помоћ са једне звездане опсерваторије, где један Ел-Ауријанац, др Толијан Соран, испаљује сонду у оближњу звезду. Та сонда изазива колапс звезде, што ствара ударни талас који уништава њен планетарни систем. Соран отима инжењера Ентерпрајза, Џордија Ла Форџа, и одлази се са станице на клингонској Птици грабљивици која припада сестрама Дурас.
Чланица посаде Гајинан открива Пикару да су и она и Соран били међу Ел-Ауријанцима које је Ентерпрајз спасао 2293. године. Соран, који је изгубио породицу када је њихов родни свет уништен, опседнут је повратком у енергетски појас како би досегао „Нексус”, екстрадимензионалну реалност изван нормалног простор-временског континуума, где се испуњавају жеље. Пикар и поручник Дејта откривају да Соран, који не може безбедно да уђе у енергетски појас бродом, покушава да промени путању тако што уништава оближње звезде и мења гравитацију. Он планира да уништи још једну звезду како би појас прошао поред планете Веридијан III, чиме би уништио и оближњу планету насељену са милионима живота.
Улазећи у систем Веридијан, Пикар нуди себе сестрама Дурас у замену за Ла Форџа, али инсистира да га транспортују директно до Сорана. Ла Форџ се враћа на Ентерпрајз, али несвесно одаје одбрамбене системе брода преко предајника уграђеног у његов VISOR уређај. Сестре Дурас нападају и Ентерпрајз трпи критична оштећења. Посада успева да уништи Птицу грабљивицу тако што активира њену камуфлажу и испаљује фотонска торпеда када јој се штитови деактивирају. Када Ла Форџ пријави да је брод пред експлозијом ворп-језгра, командант Вилијам Рајкер евакуише све у предњи диск брода, који се одваја од инжењерског дела непосредно пре експлозије. Ударни талас изазива пад диска на површину Веридијана III.
Пикар не успева да спречи Сорана да испали још једну сонду. Уништење Веридијан звезде мења путању енергетског појаса, а Пикар и Соран бивају увучени у Нексус пре него што ударни талас уништи планету. Унутар Нексуса, Пикар је окружен идеализованом породицом, али схвата да је све то илузија. Суочава се са „одјеком” Гајинан која је остала у Нексусу. Она га упућује на Џејмса Т. Кирка, који је жив и безбедан у Нексусу. Иако је Кирк у почетку опчињен шансом да исправи грешке из прошлости, схвата да у Нексусу нема стварне опасности ни узбуђења. Када сазнају да могу да отпутују где год и кад год пожеле, Пикар убеђује Кирка да се врати са њим на Веридијан III, неколико тренутака пре него што Соран лансира сонду.
Радећи заједно, Кирк и Пикар одвлаче Соранову пажњу довољно дуго да Пикар закључа сонду на лансирној рампи; она експлодира и убија Сорана. Кирк том приликом бива смртно рањен и Пикар га сахрањује на том месту. Три федерацијска брода стижу да евакуишу преживеле са Веридијана III. Пикар размишља како, с обзиром на наслеђе брода, Ентерпрајз-Д сигурно неће бити последњи који ће носити то име.

## Улоге
| Глумац          | Улога                           |
| --------------- | ------------------------------- |
| Патрик Стјуарт  | Жан-Лик Пикар                   |
| Вилијам Шатнер  | Џејмс Т. Кирк                   |
| Џонатан Фрејкс  | Вилијам Рајкер                  |
| Брент Спајнер   | поручник Дејта                  |
| Левар Бартон    | Џорди Ла Форџ                   |
| Мајкл Дорн      | поручник Ворф                   |
| Гејтс Макфаден  | Беверли Крашер                  |
| Марина Сиртис   | Дијана Трои                     |
| Малком Макдауел | Толијан Соран                   |
| Џејмс Духан     | Монтгомери Скот                 |
| Волтер Кениг    | Павел Чехов                     |
| Вупи Голдберг   | Гајинан                         |
| Барбара Марч    | Лурза                           |
| Алан Рак        | капетан Хариман                 |
| Џеклин Ким      | Демора Сулу                     |
| Џенет Голдстин  | научна службеница Ентерпрајза-Б |